# Thorsminde
Thorsminde (bis 1995 Torsminde) ist eine kleine Hafenstadt an der dänischen Westküste mit 312 Einwohnern (Stand 1. Januar 2023). Seit der Kommunalreform 2007 gehört Thorsminde zur Kommune Holstebro, Region Midtjylland.
Thorsminde liegt auf Bøvling Klit, der Nehrung zwischen Nordsee und Nissum Fjord. Eine Schleuse teilt den Ort in eine Nord- und eine Südhälfte. In Nord-Süd-Richtung verläuft die Sekundärroute 181.
Haupterwerbszweige sind Tourismus und Fischerei. In den 1930er Jahren wurde ein Anleger für Fischerboote auf der Seeseite angelegt. Dieser wurde 1966 zum heutigen Westhafen ausgebaut. 2011 löste die Kommune Holstebro den dänischen Staat als Eigentümerin ab.
Segelboote machen im Alten Hafen (Gl. Havn) am Stichkanal östlich der Schleuse fest.

## Ortsname
Der Ortsname tritt erstmals 1466 als Torsmynnæ auf und wird als „Dorschmünde“ gedeutet (torsk dt. Dorsch, minde/udmunding dt. Mündung).

## Tourismus
In Thorsminde gibt es einen Campingplatz und zahlreiche Ferienhäuser. Thorsminde ist bei Angeltouristen beliebt, die vor allem Hering und Makrele fangen.
Im Ort ist die Kirche sehenswert, sie entstand aus der ehemaligen Seenotrettungsstation.

## Strandungsmuseum St. George
Im Februar 1992 wurde das „Strandingsmuseum St. George“ eröffnet. Es präsentiert zahlreiche Fundstücke zweier britischer Schiffswracks, der HMS Defence und der HMS St George. Heiligabend 1811 waren beide Kriegsschiffe in einem Orkan dicht unter der Küste gestrandet. Bei den Havarien kamen fast 1400 Seeleute und Passagiere ums Leben. Nur 17 konnten von den Einheimischen lebend an Land gebracht werden. Zur Erinnerung wurde ein Gedenkstein in den Dünen aufgestellt, die Stelle heißt heute Dødemandsbjergene (dt. Totenberge). 
Zu den imposanten Exponaten zählen der vier Tonnen schwere Anker der St. George und ihr Ruder, welches schon vor Lolland verloren gegangen war und 2003 geborgen werden konnte. Ein 1997 aus dem Wrack der St. George geborgenes Skelett wurde hingegen, nach Protesten aus Großbritannien, bald wieder aus der Ausstellung entfernt und auf dem Friedhof bestattet. 
Ein weiterer Teil der Ausstellung vermittelt einen Gesamteindruck von Schiffsuntergängen an der Westküste zwischen Blåvand und Thyborøn, Seenotrettung und Strandpiraterie. Schließlich werden spannende Einblicke in die Welt der Unterwasserarchäologie gegeben.

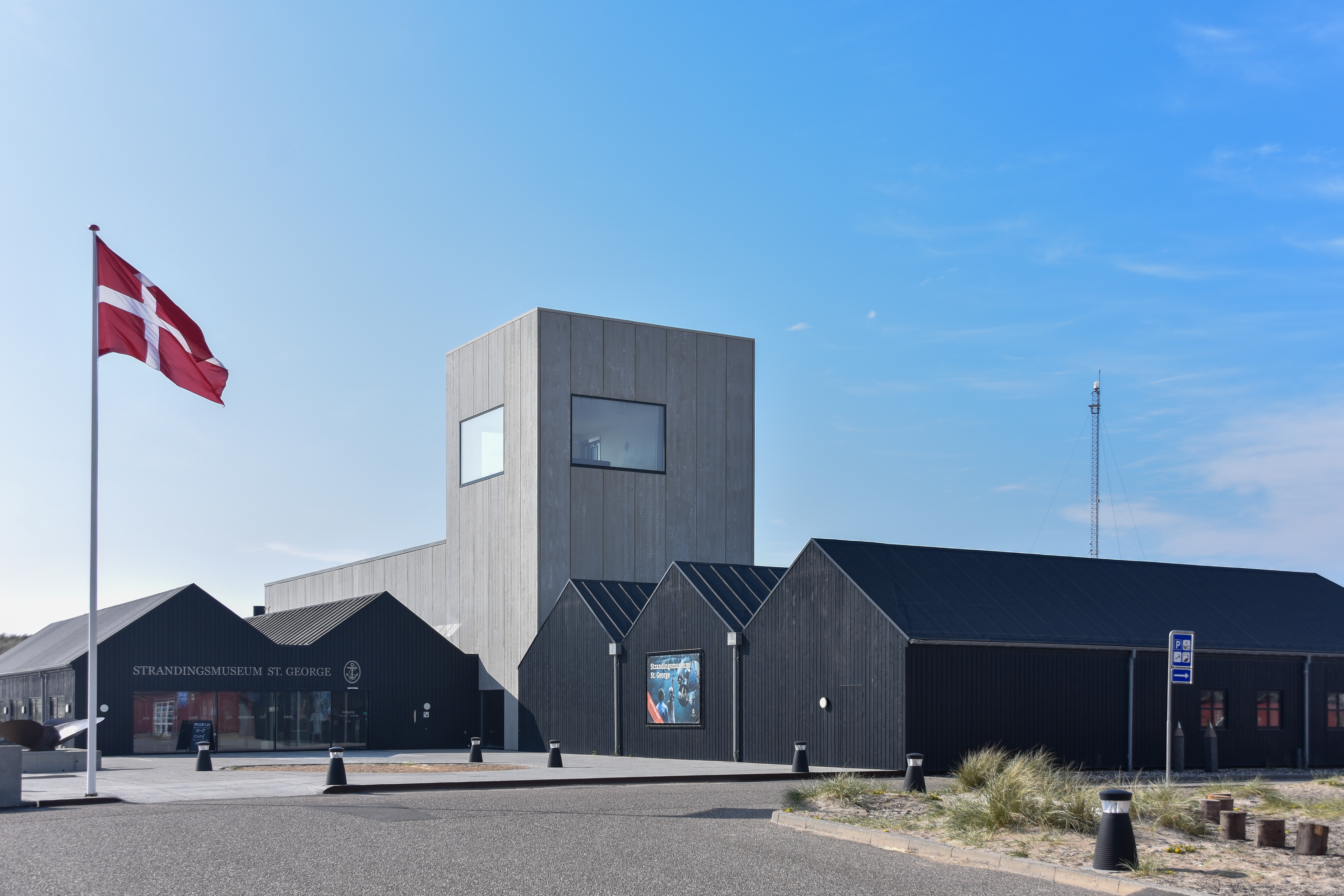
Museum mit Neubau von 2017
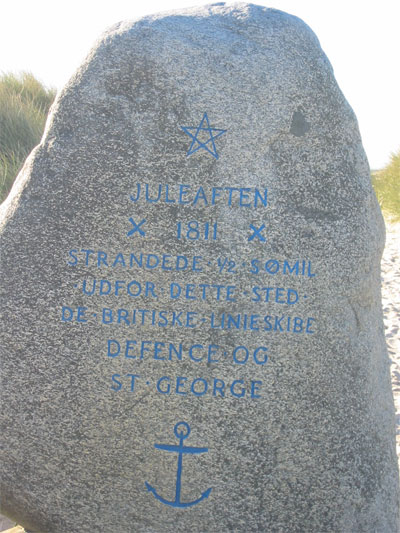
Gedenkstein für die Schiffskatastrophe vom 24. Dezember 1811
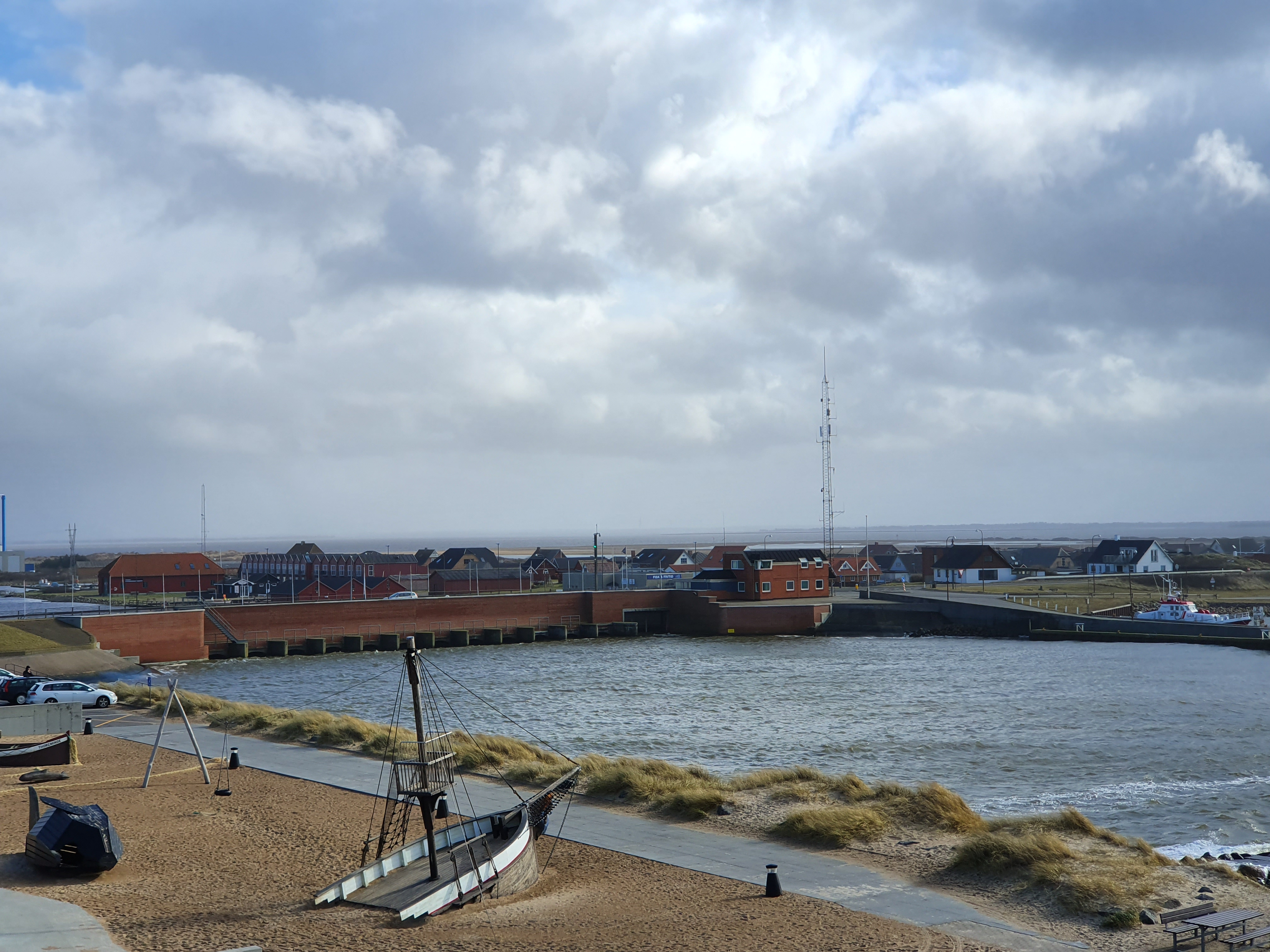
Eine Kammerschleuse (Bildmitte, links Entwäs-serungsschleusen) lässt Boote in den Nissum Fjord.